# Cabaços e Fojo Lobal
Cabaços e Fojo Lobal ist eine portugiesische Gemeinde (Freguesia) im Kreis (Concelho) Ponte de Lima im Nordwesten Portugals.

## Geschichte
Die Gemeinde entstand im Zuge der Gebietsreform vom 29. September 2013 durch die Zusammenlegung der ehemaligen Gemeinden Cabaços und Fojo Lobal. Cabaços wurde Sitz der neuen Verwaltung.

## Demographie
| Freguesia | Freguesia            | Freguesia | Freguesia       | ehemalige Freguesias | ehemalige Freguesias | ehemalige Freguesias | ehemalige Freguesias |
| --------- | -------------------- | --------- | --------------- | -------------------- | -------------------- | -------------------- | -------------------- |
| Wappen    | Freguesia            | Einwohner | Fläche in (km²) | Wappen               | Freguesia            | Einwohner            | Fläche in (km²)      |
|           | Cabaços e Fojo Lobal | 818       | 9,27            |                      | Cabaços              | 674                  | 5,96                 |
|           | Cabaços e Fojo Lobal | 818       | 9,27            | Fojo Lobal           | 283                  | 3,3                  |                      |